# Citizen Queen
Citizen Queen (a veces abreviado CQ) es un grupo femenino estadounidense a capela compuesto por las integrantes Cora Isabel (alto y beatboxer), Kaedi Dalley (contralto) y Nina Nelson (soprano). El grupo se formó en 2018 bajo los auspicios de RCA Records y con la tutoría del miembro de Pentatonix, Scott Hoying. 

## Discografía.

### Sencillos
| Año  | Nombre         | Álbum                                  |
| ---- | -------------- | -------------------------------------- |
| 2020 | Call Me Queen  | Sencillos que no pertenecen a un álbum |
| 2021 | No Ego         | Sencillos que no pertenecen a un álbum |
| 2021 | Y              | Sencillos que no pertenecen a un álbum |
| 2022 | XO             | Clique                                 |
| 2022 | Waste My Time  | Clique                                 |
| 2022 | Break Up       | Clique                                 |
| 2023 | So Special     | Clique                                 |
| 2023 | "Whatchu Want" | Clique                                 |

## Covers
- No Tears Left To Cry.[1] (Ariana Grande)
- This Christmas.[2](Donny Hathaway)
- Lost In Japan.[3] (Shawn Mendes)
- Never Enough.[4] (BSO El Gran Showman)
- Best Part.[5] (Daniel Caesar)
- Good As Hell.[6] (Lizzo)
- Señorita.[7] (Camila Cabello & Shawn Mendes)
- bad guy.[8] (Billie Eillish)
- Whack World Medley.[9] (Tierra Whack)
- Slow Burn.[10] (Kacey Musgraves)
- Free Your Mind.[11] (En Vogue)
- Everybody Business.[12] (Kehlani)
- Killing me softly. (Roberta Flag)
- Don't call me angel (Ariana Grande, Miley Cyrus & Lana del Rey)